# Philiris harterti
Philiris harterti är en fjärilsart som beskrevs av Grose-smith 1894. Philiris harterti ingår i släktet Philiris och familjen juvelvingar. Inga underarter finns listade i Catalogue of Life.

## Bildgalleri

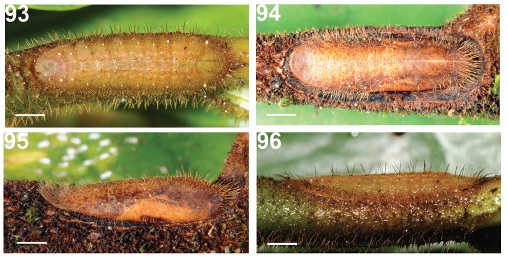